# إيثان كيلي
إيثان كيلي (بالإنجليزية: Ethan Kelley)‏ هو لاعب كرة قدم أمريكية أمريكي، ولد في 12 فبراير 1980 في أماريلو في الولايات المتحدة.

## وصلات خارجية
- إيثان كيلي على موقع مرجع كرة القدم المحترفة.كوم (الإنجليزية)